# 5237 Yoshikawa
5237 Yoshikawa (1990 UF3) là một tiểu hành tinh vành đai chính được phát hiện ngày 16 tháng 10 năm 1990 bởi T. Urata ở Oohira.